# Imaruí
Imaruí är en stad och kommun i delstaten Santa Catarina i södra Brasilien. Kommunens folkmängd uppgick år 2014 till cirka 11 000 invånare, varav en tredjedel bor i själva centralorten.

## Administrativ indelning
Kommunen var 2010 indelad i två distrikt:
- Imaruí
- Rio d'Una